# Micron Technology
Micron Technology, Inc. és un fabricant nord-americà de memòria d'ordinador i emmagatzematge de dades d'ordinador, incloent memòria dinàmica d'accés aleatori, memòria flaix i unitats flash USB. Té la seu a Boise, Idaho. Els seus productes de consum es comercialitzen sota les marques Crucial i Ballistix. Micron i Intel van crear conjuntament IM Flash Technologies, que va produir memòria flaix NAND. Va ser propietari de Lexar entre 2006 i 2017.
Micron va ser fundada a Boise, Idaho, el 1978 per Ward Parkinson, Joe Parkinson, Dennis Wilson i Doug Pitman com a empresa de consultoria de disseny de semiconductors. El finançament d'inici va ser proporcionat pels empresaris locals d'Idaho Tom Nicholson, Allen Noble, Rudolph Nelson i Ron Yanke. Més tard va rebre finançament del multimilionari d'Idaho JR Simplot, la fortuna del qual es va fer amb el negoci de la patata. El 1981, la companyia va passar de la consultoria a la fabricació amb la finalització de la seva primera unitat de fabricació d'oblies ("Fab 1"), produint xips DRAM de 64K.